# Pablo Hirsch
Pablo Hirsch (* 20. Jahrhundert) ist ein deutscher Laiendarsteller. Er wurde durch die Serie Berlin - Tag und Nacht bekannt, in der er von 2012 bis zu seinem Ausstieg 2014 die Figur Max Winkler verkörperte.
2011 war er in der Folge „Die Liebe meines Bruders“ der Sat.1-Serie Zwei bei Kallwass als Marvin zu sehen.
Er spielte Fußball für den NFC Rot-Weiß Berlin.

## Filmografie (Auswahl)
- 2011: Zwei bei Kallwass
- 2012–2014, 2015: Berlin – Tag & Nacht (Fernsehserie)